# Epizoanthus carcinophilus
Epizoanthus carcinophilus är en korallart som beskrevs av Oscar Henrik Carlgren 1923. Epizoanthus carcinophilus ingår i släktet Epizoanthus och familjen Epizoanthidae. Inga underarter finns listade i Catalogue of Life.